# Phúc Lương
Phúc Lương là một xã thuộc huyện Đại Từ, tỉnh Thái Nguyên, Việt Nam.

## Địa lý
Phúc Lương là xã cực bắc của huyện Đại Từ, có vị trí địa lý:
- Phía đông giáp các xã Hợp Thành, Ôn Lương thuộc huyện Phú Lương
- Phía tây giáp xã Minh Tiến
- Phía nam giáp xã Đức Lương
- Phía bắc giáp các xã Bộc Nhiêu, Bình Thành thuộc huyện Định Hóa.

Xã Phúc Lương có diện tích 23,37 km², dân số năm 1999 là 3.881 người, mật độ dân số đạt 166 người/km².

## Lịch sử
Sau năm 1975, Phúc Lương là một xã thuộc huyện Đại Từ.
Đến năm 2019, xã Phúc Lương được chia thành 17 xóm: Na Đon, Na Pài, Làng Mè, Cây Vải, Khuôn Thủng, Mặt Giăng, Bắc Máng, Na Khâm, Phúc Sơn, Hàm Rồng, Cây Tâm, Cây Ngái, Cây Thống, Cầu Tuất, Cỏ Rôm, Cây Hồng, Nhất Tâm.
Ngày 11 tháng 12 năm 2019, sáp nhập ba xóm Na Đon, Na Pài, Làng Mè thành xóm Phúc Tiến, sáp nhập hai xóm Cây Vải và Khuôn Thủng thành xóm Đồng Tiến, sáp nhập hai xóm Mặt Giăng và Bắc Máng thành xóm Na Bán, sáp nhập hai xóm Na Khâm và Phúc Sơn thành xóm Na Sơn, sáp nhập ba xóm Hàm Rồng, Cây Tâm, Cây Ngái thành xóm Thành Long.

## Hành chính
Xã Phúc Lương được chia thành 10 xóm: Cầu Tuất, Cây Hồng, Cây Thống, Cỏ Rôm, Đồng Tiến, Na Bán, Na Sơn, Nhất Tâm, Phúc Tiến, Thành Long.